# Constitution libérienne de 1847
Pour les articles homonymes, voir Constitution du Liberia.
Lire en ligne

Consulter

Constitution de 1984
La Constitution libérienne de 1847 était la première loi fondamentale du Liberia indépendant en 1847. Elle fut abrogée en 1980. La Constitution de 1847 créa un système gouvernemental fortement basé sur le gouvernement fédéral des États-Unis.
Elle fut amendée plusieurs fois entre 1847 et 1980.

## Sources
- (en) Cet article est partiellement ou en totalité issu de l’article de Wikipédia en anglais intitulé « Liberian Constitution of 1847 » (voir la liste des auteurs).

## Compléments